# Ревуха (урочище)
Уро́чище «Ревуха» — заповідне урочище місцевого значення, розташоване на території Ставищенського району Київської області.
Заповідне урочище розташоване в ДП «Білоцерківське лісове господарство», Ставищенського лісництва — квартал 38 виділ 13, квартал 39 виділ 13, квартал 41 виділ 7, квартал 42 виділи 1, 2,  в адміністративних межах Розкішнянської сільської ради Ставищенського району.  
Оголошено рішенням виконкому Київської обласної ради народних депутатів № 574 від 19 серпня 1968 р., рішенням виконавчого комітету Київської обласної ради народних депутатів від 18 грудня 1984 р. № 441.
Дубові високопродуктивні насадження віком 120 років, насіннєвого походження.